# Dístico elegíaco
El dístico elegíaco es una estrofa clásica grecolatina que consta de dos versos, primero un hexámetro y después un pentámetro. Es, por tanto, un tipo de estrofa más que un género literario, ya que sirvió para muy diversos contenidos.

## Características
En general, la pareja de versos forma una unidad de sentido completa. Es habitual que la segunda parte, más breve (el pentámetro), sirva como "respuesta" del tema propuesto por la primera parte (el hexámetro). Esta forma métrica fue muy habitual en la métrica grecolatina, y se desarrolló de diversas maneras en las literaturas romances y en otras literaturas europeas. En la poesía grecolatina, el género que se caracteriza por este tipo de metro se denomina elegía y su temática era muy variada, aunque domina la tristeza o el lamento.
```
   Convenciones métricas:
   ⏑ = sílaba breve.
   _ = sílaba larga.
   ⏕ = una sílaba larga que puede ser sustituida por dos breves.
   ⏓ = Lugar ocupado por una sílaba larga o una breve que se alarga "por posición".
   || = cesura.
```

## Dístico elegíaco en la literatura griega
Véase también: "Elegía en la literatura griega"
El dístico elegíaco griego está formado por un hexámetro dactílico seguido de un llamado "pentámetro" dactílico. A pesar de su nombre, el pentámetro no contiene cinco, sino seis pies. La diferencia con el hexámetro radica en que los pies tercero y sexto son catalécticos. El nombre "pentámetro" procede, por tanto, de considerar a cada mitad del verso como si estuviera formado por dos dáctilos y medio (lo que en efecto sumaría cinco dáctilos) en lugar de tres dáctilos, el último de los cuales es cataléctico. El pentámetro presenta siempre cesura (||) tras el tercer pie:
_ ⏕ / _⏕ / _ ⏕ / _ ⏕ / _ ⏑ ⏑ / _ ⏓
_ ⏕/ _ ⏕ / _ / || _ ⏑ ⏑ / _ ⏑ ⏑ / ⏓
ἡμετέρη δὲ πόλις κατὰ μὲν Διὸς οὔποτ’ ὀλεῖται
αἶσαν καὶ μακάρων θεῶν φρένας ἀθανάτων·
_ ⏑ ⏑ _ ⏑ ⏑ _ ⏑ ⏑ _ ⏑ ⏑ _ ⏑ ⏑ _ _
_ _ _ ⏑ ⏑ _ || _ ⏑ ⏑ _ ⏑ ⏑ _ (obsérvese la sinéresis en θεῶν)
Solón 3 (G.-P.)
El dístico elegíaco, como toda la poesía hexamétrica, es de origen jonio, y al menos hasta el s. V el dialecto griego empleado es el jonio con tintes épicos. Originalmente era un verso cantado con acompañamiento de flauta, aunque también se citan casos de acompañamiento con lira.

## Dístico elegíaco en la literatura latina
El verso latino adopta la misma estructura:
Ō nūm/quām prō/ mē sătĭs / īndīg/nātĕ Cŭ/pīdō
Ō īn/ cōrdĕ mĕ/ō/ dēsĭdĭ/ōsĕ pŭ/ĕr
(Ovidio Amores 2.9.1-2)
Sin embargo, en la literatura latina, también hay algunas composiciones constan de sucesiones de "pentámetros", sin ningún hexámetro.
En latín, grandes obras han sido escritas en dísticos elegíacos: parte de los epigramas de Catulo y del posterior Marcial, las elegías amorosas de Tibulo y Propercio y la lírica amorosa de Ovidio (Las Metamorfosis están en hexámetros), incluido su poema didáctico Ars amatoria y las melancólicas epístolas que corren con el título de Tristia y Ex Ponto.

## Dístico elegíaco en español
En castellano se ha intentado imitar, pero al no ser la longitud de la sílaba un parámetro del castellano, la transformación se ha hecho basándose en el ritmo acentual y los hemistiquios, con irregulares resultados.